# Götz Nándor
Götz Nándor (Budapest, 1966. augusztus 18. –) klarinét- és szaxofonművész, zeneszerző.

## Élete
1989-től 1991-ig tagja a Yehudi Menuhin által vezetett nemzetközi zenekarnak Párizsban. Kovács Béla és Balogh József növendékeként a Liszt Ferenc Zeneművészeti Egyetemen 1991-ben szerzett diplomát.
1994-től 2000-ig tagja majd rendszeres vendégművésze a kölni Musikfabrik modernzenei együttesnek. 1998-tól meghívást kapott a Klangforum Wien és Ensemble Modern együttesek munkájába is.
Szólista és kamarazenei művészként fellépett Európa csaknem összes országában, valamint az USA-ban és Japánban, olyan kiemelkedő helyszínek is mint például Opera Garnier-Paris, Barbican Hall-London, Berlin Philharmonie, Teatro alla Scala-Milano, Lincoln Center-New York, Venice Biennále.
Lemezeket készített a WDR-Kairos, Hungaroton, Capriccio, CPO kiadókkal. 

## Kompozíciói

### Kiemelkedő átiratok
Götz Nándor több mint 600 zeneműből írt átiratot. Ezek közül a legkiemelkedőbb munkák:
- Debussy: Images pour Orchestre ( szaxofon - négykezes zongora változat )
- Stravinsky: Petruska ( 2 klarinét - zongora változat )
- R. Strauss: Till Eulen Spiegel ( Klarinét - zongora változat )
- R. Strauss: Salome - Hétfátyol tánc ( szaxofon - zongora változat )

★  Bartók: A fából faragott királyfi ( hegedű, szaxofon, zongora változat )

### Kiemelkedő kompozíciók
- Sword of Antony - crossover opera
- Saxophone Concerto
- Concerto for Saxophone and Jazz Band
- Nanny Rose-opera in one Act

### Színházi zenék
- E. Scribe: Egy pohár víz (kísérőzene) - Madách Színház
- Bálint Ágnes: Egy egér naplója (kísérőzene) - Budapest Bábszínház
- Mogyoró és mandula (kísérőzene) - Budapest Bábszínház
- Antonius kardja - crossover opera - San Francisco Theater Festival

## Pedagógiai munkák
- 1990-1992 Liszt Ferenc Zeneművészeti Egyetem
- 2000-2017 Weiner Konzervatórium
- 2016-tól Liszt Ferenc Z.E.-Bartók Konzervatórium
- klasszikus szaxofon alap és középfokú tanterv
- Szituációs módszer

### Díjak
Kortárszenei különdíj, 1990 Academy Quintet-Chambermusic Competition, Trapani-Sicilia-Italy
Artisjus - díj, 2022 (tanári díj)